# Список останніх ветеранів Першої світової війни
Список останніх ветеранів Першої світової війни — впорядкований список осіб, що брали участь у бойових діях Першої світової війни, яка тривала з 1914 по 1918 роки, і померли останніми серед усіх ветеранів країн того часу, коли відбувалися воєнні дії, чи сучасних країн.
Останнім відомим ветераном Першої світової війни була Флоренс Грін, британська громадянка, що стала останньою з офіційно підтверджених ветеранів Першої світової війни, коли служила в лавах Жіночих королівських військово-повітряних сил Великої Британії. Останнім ветераном, який безпосередньо брав участь у бойових діях, став Клод Шулз, австралійський військовий моряк, що також став останнім ветераном, який вцілів у обох світових війнах, а також був останнім військовим моряком Першої світової війни.
Серед останніх учасників Першої світової війни у 2009 році померло 5 ветеранів, у 2010 — 1 ветеран, у 2011 — 2 людини й останній помер у 2012 році (Флоренс Грін).

## Список за країною
| Прізвище, ім'я (по-батькові)                            | Країна, що брала участь у війні                | Сучасна країна  | Дата смерті     | Вік       |
| ------------------------------------------------------- | ---------------------------------------------- | --------------- | --------------- | --------- |
| Август Бішоф (нім. August Bischof)                      | Австро-Угорщина                                | Австрія         | 4 березня 2006  | 105 років |
| Джон Кемпбелл Росс (англ. John Campbell Ross)           | Британська імперія/ Австралія                  | Австралія       | 3 червня 2009   | 110 років |
| Сиріл Барбарі (нід. Cyriel Barbary)                     | Бельгія                                        | Бельгія         | 16 вересня 2004 | 105 років |
| Вальдемар Кардозо (порт. Waldemar Levy Cardoso)         | Бразилія                                       | Бразилія        | 13 травня 2009  | 108 років |
| Сенекерім Аракелян (Senekerim Arakelian)                | Російська імперія                              | Вірменія        | 9 вересня 2000  | 98 років  |
| Джон Бебкок (англ. John Babcock)                        | Британська імперія/ Канада                     | Канада          | 18 лютого 2010  | 109 років |
| Чжу Гуйшенг (Zhu Guisheng)                              | Республіка Китай                               | Китай           | 5 березня 2002  | 106 років |
| Алоїс Вокашек (чеськ. Alois Vocásek)                    | Австро-Угорщина                                | Чехія           | 9 серпня 2009   | 107 років |
| Лазар Понтічеллі (фр. Lazare Ponticelli)                | Франція                                        | Франція         | 12 березня 2008 | 110 років |
| Ерік Кастнер (нім. Erich Kästner)                       | Німецька імперія                               | Німеччина       | 1 січня 2008    | 107 років |
| Ференц Кюнстлер (угор. Künstler Ferenc)                 | Австро-Угорщина                                | Угорщина        | 27 травня 2008  | 107 років |
| Роберт Френсіс Рутледж (англ. Robert Francis Ruttledge) | Британська імперія/ Британська Індія           | Індія           | 12 січня 2002   | 102 роки  |
| Дельфіно Борроні (італ. Delfino Borroni)                | Італійське королівство                         | Італія          | 26 жовтня 2008  | 110 років |
| Ясуїши Сасакі (яп. 佐々木安一さん歳)                    | Японська імперія                               | Японія          | 26 липня 2006   | 108 років |
| Данило Дайкович (чорн. Danilo Dajković)                 | Королівство Чорногорія                         | Чорногорія      | 14 вересня 1993 | 98 років  |
| Воллес Пайк (англ. Wallace Pike)                        | Британська імперія/ Ньюфаундленд               | Канада          | 11 квітня 1999  | 99 років  |
| Брайт Вільямс (англ. Bright Williams)                   | Британська імперія/ Нова Зеландія              | Нова Зеландія   | 13 лютого 2003  | 105 років |
| Якуп Сатар (тур. Yakup Satar)                           | Османська імперія                              | Туреччина       | 2 квітня 2008   | 110 років |
| Станіслав Вичех (пол. Stanisław Wycech)                 | Російська імперія                              | Польща          | 12 січня 2008   | 105 років |
| Хосе Ладейра (порт. José Ladeira)                       | Португалія                                     | Португалія      | 5 травня 2003   | 107 років |
| Георге Панкулеску (рум. Gheorghe Pănculescu)            | Королівство Румунія                            | Румунія         | 9 січня 2007    | 103 роки  |
| Кричевський Мусій Юхимович                              | Російська імперія                              | Україна         | 26 грудня 2008  | 111 років |
| Алекса Радованович серб. Алекса Радовановић             | Королівство Сербія                             | Сербія          | 23 червня 2004  | 103 роки  |
| Йод Сангрунгруанг англ. Yod Sangrungruang               | Раттанакосін                                   | Таїланд         | 9 жовтня 2004   | 106 років |
| Норман Керк (англ. Norman Kark)                         | Британська імперія/ Південно-Африканський Союз | Південна Африка | 30 березня 2000 | 102 роки  |
| Флоренс Грін (англ. Florence Green)                     | Британська імперія/ Велика Британія            | Велика Британія | 4 лютого 2012   | 110 років |
| Френк Баклз (англ. Frank Buckles)                       | США                                            | США             | 27 лютого 2011  | 110 років |